# Jakobina Luksemburska
Jakobina Luksemburska (ur. 1415, zm. 30 maja 1472) – najstarsza córka Piotra I Luksemburskiego, hrabiego Saint-Pol, Conversano i Brienne, oraz jego żony Małgorzaty de Baux, jedna z najbardziej znaczących postaci ostatnich dziesięcioleci Wojny Dwóch Róż. Po raz pierwszy wyszła za mąż za Jana, księcia Bedford (brata króla Henryka V), który zmarł po trwającym niespełna dwa lata bezdzietnym małżeństwie. W rok później Jakobina wyszła za mąż za giermka swojego zmarłego męża – Ryszarda Woodville, który został mianowany przez króla hrabią Rivers. Wkrótce po przełomowej dla Wojny Dwóch Róź bitwie pod Towton Woodvillowie przeszli na stronę dynastii Yorków, a w trzy lata później i przejęciu władzy przez linię Yorków, 1 maja 1464 roku zwycięzca spod Towton, król Edward IV poślubił najstarszą córkę Jakobiny Elżbietę, która została królową Anglii i była matką min. księżniczki Elżbiety, która została żoną Henryka VII Tudora i kolejną królową. Jakobina urodziła swojemu drugiemu mężowi czternaścioro dzieci i pod koniec życia została oskarżona o uprawianie czarów, z którego to zarzutu została oczyszczona.

## Życiorys

### Rodzina i pochodzenie
Ojcem Jakobiny był Piotr I, hrabia Saint-Pol, Conversano i Brienne w latach 1397–1433. Piotr przejął władze po śmierci swojego ojca Jana, pana Beauvoir i matki Małgorzaty de Enghien – Małgorzata wniosła do rodziny tytuł hrabiny Brienne i po jej śmierci w 1397 roku. Jan był potomkiem w czwartym pokoleniu Warlama I, pana Ligny, drugiego syna Henryka V, hrabiego Luksemburga i Małgorzaty de Bar – zapoczątkowana przez Warlama młodsza linia dynastii luksemburskiej przez kilka wieków panowała nad terytoriami północno-zachodniej Francji.
Praprababka Jakobiny ze strony ojca, Mahaut de Châtillon była potomkinią Beatrycze, córki króla Anglii Henryka III i jego żony Eleonory Prowansalskiej. Matka Jakobiny, Małgorzata de Baux była córką Francesco del Balzo, księcia Adrii i Suevy Orsini. Sueva była potomkinią Szymona z Montfort, hrabiego Leicester i Eleonory, najmłodszej córki króla Anglii Jana bez Ziemi i Izabeli Taliefer, księżnej Angoulême.
Dynastia Luksemburgów wywodziła swoje pochodzenie z legendarnej rzecznej bogini Meluzyny, która miała być babką (bądź też przodkinią) Zygfryda I, pierwszego historycznego hrabiego Luksemburga (922-998). Jakobina była kuzynką czwartego stopnia Zygmunta Luksemburskiego, cesarza Świętego Cesarstwa Rzymskiego Narodu Niemieckiego, króla Czech i króla Węgier.

### Młodość i pierwsze małżeństwo
Dzieciństwo i młodość Jakobiny nie są zbyt dobrze znane – urodziła się podczas wojny stuletniej, kiedy w rękach króla Anglii znajdowała się znacząca część królestwa Francji, a na terenie całego kraju toczyły się walki z okupującymi kraj wyspiarzami. Wuj Jakobiny, Jan II, hrabia Ligny był dowódcą oddziału wojska, który pojmał Joannę d’Arc i przetrzymywał ją w Beauvoir, do czasu zgromadzenia odpowiedniej sumy pieniędzy przez stronę Angelską.
22 kwietnia 1433 roku w wieku siedemnastu lat Jakobina poślubiła Jana, księcia Bedford w Tous. Książę był trzecim synem króla Henryka IV i jego żony Marii de Bohun, przez co jednocześnie wnukiem Jana z Gandawy, księcia Lancaster i trzeciego syna Edwarda III. Małżeństwo trwało niespełna dwa lata i było bezdzietne – książę zmarł 15 września 1435 w Rouen. Zwyczajem tamtej epoki było tytułowanie żon i wdów tytułami mężów, bez przekazywania im całości związanych z nimi ziem i tak przez rok wdowieństwa i po swoim drugim ślubie Jakobina była znana jako księżna Bedford. Po śmierci męża Jakobina odziedziczyła jedną trzecią jego posiadłości, które na mocy traktatu małżeńskiego stanowiły jej oprawę wdowią.

### Drugie małżeństwo
Sir Ryszard Woodville, syn sir Ryszarda Wydevilla był giermkiem i szambelanem zmarłego księcia Bedford i jak powszechnie uważano: najprzystojniejszym mężczyzną w Anglii. Znajomość ubogiego giermka i jednej z najbogatszych (dzięki wdowiej oprawie) kobiet królestwa rozpoczął się kiedy młody Woodville na rozkaz króla Henryka VI miał dostarczyć młodą wdowę do Anglii. Podczas podróży Richard i Jakobina zakochali się w sobie i nie czekając na królewską zgodę zawarli ok. 23 marca 1436 r. związek małżeński. Król Henryk VI nie był tym zachwycony i nie uznał tego małżeństwa. Jakobina utraciła po swoim drugim ślubie wszystkie ziemie i tytuły przekazane jej przez męża, ponieważ w traktacie zawartym w chwili poślubienia księcia Bedford znajdowała się adnotacja, że darowizna zostanie jej odebrana jeśli wyjdzie za mąż bez zgody monarchy. Król zakazał im przebywania na dworze, wyznaczając Jakobinie roczną rentę w wysokości tysiąca funtów. Zmieniło się to po małżeństwie Henryka VI z Małgorzatą Andegaweńską, której brat był szwagrem Jakobiny – jej siostra Izabela była żoną Karola Andegaweńskiego, księcia Maine. Pod wpływem żony Henryk VI uznał małżeństwo Jakobiny za ważne, zaprosił Woodvillów na swój dwór i mianował Ryszarda 9 maja 1448 roku baronem Rivers, a w dwa lata później kawalerem Orderu Podwiązki; Ryszard był również uzdolnionym dowódcą i kilkukrotnie gromadził siły do walki ze zwolennikami Yorków. Jakobina została damą dworu Małgorzaty Andegaweńskiej i dzięki wstawiennictwu królowej odzyskała część ziem należących do jej oprawy wdowiej. Jako żona królewskiego stryja, Jakobina miała na dworze drugą pozycję po królowej i jako ulubienica Małgorzaty, cieszyła się licznymi przywilejami na dworze.
Drugie małżeństwo Jakobiny było szczęśliwe, długie i niezwykle płodne: wydała na świat szesnaścioro dzieci, z których (co w tamtych czasach było nie lada ewenementem) wieku dorosłego dożyło czternaścioro, z których wielu przeszło do historii i zawarło niezwykle korzystne małżeństwa.

### Wojna Dwóch Róż
Zwolennicy Yorków rozbili we wspaniałym zwycięstwie armie Lancasterów w bitwie pod Towton 29 marca 1461 roku i na tronie zasiadł Edward, książę Yorku, znany od tej pory jako 'Edward IV. W tej bitwie zginął pierwszy mąż najstarszej córki Jakobiny, Elżbiety, sir John Grey. Po bitwie król Henryk VI, królowa Małgorzata i ich syn Edward wyruszyli do Szkocji.
Edward IV poznał i wkrótce poślubił w sekrecie Elżbietę Woodville – dokładna data tego wydarzenia nie jest znana i była kilkakrotnie tematem polemik – według ówczesnych kronik ślub odbył się w obecności jedynie Edwarda, Elżbiety, Jakobiny, młodego księdza i dwóch dam dworu hrabiny Rivers, które później złożyły świadectwo o odbyciu ceremonii, w domu rodzinnym Woodvillów w Northamptonshire 1 maja 1464 roku. Elżbieta została koronowana na królową w nieco ponad rok później 26 maja 1465 roku, w pierwszą sobotę po święcie Wniebowzięcia Najświętszej Maryi Panny. Ślub ten zniszczył plany doradcy króla księcia Warwick (zwanego Twórcą Królów), który szukał Edwardowi żony wśród księżniczek francuskich. Gdy wieść o ślubie dotarła do niego, Warwick przeszedł na stronę przeciwników króla.
Wkrótce po tym jak Elżbieta została królową Anglii, ród Woodvillów zaczął odczuwać z tego powodu wymierne korzyści – mąż Jakobiny, Ryszard został mianowany hrabią Rivers i Lordem Wielkim Skarbnikiem Anglii w marcu 1466 roku. Edward zaczął faworyzować rodzinę żony i wkrótce za jego zgodą królowa i jej matka zaczęły aranżować korzystne małżeństwa dla swoich krewnych. Jakobina zaaranżowała małżeństwo swojego dwudziestoletniego syna Jana z ponad czterdzieści pięć lat starszą od niego i niezwykle bogatą Katarzyną Neville, księżną-wdową Norfolk. Katarzynę Wydeville, Elżbieta wydała za mąż za jedenastoletniego Henryka Stafforda, księcia Buckingham, a Marię Wydeville za Wilhelma Herberta, hrabiego Pembroke. Wzrost potęgi nieznacznego do tej pory rodu wzmocniło niechęć wśród Yorkistów w stosunku do rodziny królowej – Jerzy, książę Clarence i Ryszard, książę Glouncester na jakiś czas przyłączyli się do frakcji Lancasterów.
w 1469 roku Warwick otwarcie wystąpił przeciwko Edwardowi IV i złożył go z tronu. Hrabia Rivers i jego syn Jan zostali ścięci przez Warwicka 12 sierpnia w Kenilworth.

### Proces i śmierć
Wkrótce po egzekucji męża na rozkaz Warwicka, Thomas Wake, jeden z najbardziej zaufanych ludzi „Twórcy Królów”, oskarżył Jakobinę o rzucanie zaklęć. Wake przybył do zamku w Warwick ze zrobioną z wosku figurką mającą przedstawiać króla Henryka VI: „stworzoną jakoby w pośpiechu, przebitą szydłem w miejscu serca”, którą miał znaleźć wśród rzeczy osobistych Jakobiny. Na tej podstawie przedstawił Warwickowi akt oskarżenia poparty zeznaniami kleryka Johna Daungera z Northampton, który zaświadczył, że „hrabina po wielokroć tworzyła wizerunek króla i królowej, koląc je igłą i wrzucając w ogień”. Jakobina odpowiadała przed Radą Parów (ówczesnym angielskim sądem w sprawach o zdradę stanu wytaczanych arystokratom), gdzie z wielką godnością odrzuciła stawiane jej zarzuty i powołując się na przyjaźń z królową Małgorzatą doprowadziła do przełożenia procesu do powrotu pary królewskiej do Londynu. W międzyczasie Edward IV uciekł w przebraniu z zamku gdzie więził go Warwick, zebrał armię i odzyskał tron, gdy przybył do Londynu jego pierwszym krokiem było wznowienie obrad Rady Parów, gdzie natychmiast oczyścił teściową z zarzucanych jej win i przywrócił skonfiskowane jej dobra w dniu 21 lutego 1470. W 1484 roku Ryszard II wydał akt zwany jako Titulus Regius (łac. Tytuł Królewski), w którym powrócił do oskarżeń stawianych wobec Jakobiny twierdząc, że miała ona wraz z córką Elżbietą użyć zaklęć by zwrócić ku Elżbiecie miłość Edwarda IV; jednakże Ryszard III nie podaje żadnych dowodów na potwierdzenie swoich oskarźeń – obecnie wielu naukowców uważa, że mógł on oskarżyć matkę królowej i samą Elżbietę o posługiwanie się czarami w celu zdyskredytowania praw dzieci Edwarda IV do korony.
Jakobina przeżyła swojego męża i zmarła trzy lata po jego egzekucji w 1472 roku w wieku około pięćdziesięciu sześciu lat.

## Życie prywatne
Ze związku małżeńskiego z Janem Lancasterem, księciem Bedford (ur. 20 czerwca 1389, zm. 14 września 1435) nie miała dzieci;
Ze związku małżeńskiego z Ryszardem Woodville (ur. ok. 1405, zm. 12 sierpnia 1469) narodziło się czternaścioro dzieci:
- Elżbieta Woodville (ok. 1437 – 1492) królowa Anglii w latach 1464-1483 jako żona Edwarda IV, matka króla Edwarda V,
- Ludwik (ur. i zm. ok. 1438),
- Anna Woodville (ok. 1439 – 1489),
- Antoni Woodville (ok. 1442 -1483) wychowawca Edwarda V, ścięty z rozkazu Ryszarda III wraz ze swym siostrzeńcem Ryszardem Greyem,
- Maria Woodville (ok. 1443 – 1481),
- Jakobina Woodville (ok. 1444 – 1509),
- Jan Woodville (ok. 1445 – 1469) mąż Katarzyny Neville, zmarł bezpotomnie, ścięty w 1469 r. z rozkazu Ryszarda Neville’a wraz z ojcem
- Ryszard Woodville (ok. 1446 – 1488)
- Marta Woodville (ok. 1450 – ok. 1500)
- Eleonora Woodville (ok. 1452 – ok. 1512)
- Leon Woodville (ok. 1453 – ok. 1484) biskup
- Małgorzata Woodville (ok. 1454 – ok. 1491)
- Edward Woodville (ok. 1455 – 1491)
- Katarzyna Woodville (ok. 1458 – 1497) księżna Buckingham w latach 1465-1483 jako żona Henryka Stafforda, następnie księżna Bedford w latach 1485-1495 jako żona Jaspera Tudora.